# Ville de Hawkesbury
Pour les articles homonymes, voir Hawkesbury (homonymie).
La ville de Hawkesbury (en anglais : City of Hawkesbury) est une zone d'administration locale de l'agglomération de Sydney située dans l'État de Nouvelle-Galles du Sud en Australie. Son siège administratif est Windsor.

## Géographie
La zone s'étend sur 2 776 km2 dans la grande banlieue ouest de Sydney et son centre se situe à environ 50 km du quartier des affaires de Sydney. La ville doit son nom au fleuve qui la traverse.
Outre la ville de Windsor, la zone abrite notamment les localités de Castlereagh, Ebenezer, Pitt Town, Richmond et Wilberforce. 

## Histoire
Les premiers habitants de la région où se situe Hawkesbury étaient les Darugs.
La région est d'abord colonisée par les Britanniques dans le but d'acquérir des terres arables pour nourrir la population croissante de la colonie pénitentiaire de Sydney. En avril 1794, le lieutenant-gouverneur Francis Grose dresse les plans des premières fermes au bord de la rivière Hawkesbury sur le site du quartier actuel de Pitt Town Bottoms. 
En 1811, le gouverneur Lachlan Macquarie fonde les cinq « villes Macquarie » de la région que sont Castlereagh, Pitt Town, Richmond, Wilberforce et Windsor. 
À partir de 1871, une organisation administrative est mise en place avec la création d'un conseil d'arrondissement de Windsor, suivi de celui de Richmond l'année suivante. Les deux conseil fusionnent en 1949 pour devenir la municipalité de Windsor. Le comté de Colo est lui créé en 1906 et est réuni avec Windsor le 1er janvier 1981 pour former le comté de Hawkesbury. Le 1er juillet 1989, Hawkesbury accède au statut de ville.

## Démographie
La population s'élevait à 62 353 habitants en 2011 et à 64 592 habitants en 2016.

## Politique et administration
Le conseil comprend douze membres élus pour quatre ans, qui à leur tour élisent le maire pour deux ans. Les dernières élections ont eu lieu le 4 décembre 2021.

### Composition du conseil
| Parti                           | Sièges |
| ------------------------------- | ------ |
| Parti libéral                   | 4      |
| Indépendants                    | 3      |
| Parti travailliste              | 2      |
| Verts                           | 1      |
| Chasseurs, pêcheurs et fermiers | 1      |
| Parti de la petite entreprise   | 1      |
| Total                           | 12     |

### Liste des maires
| Période                                  | Période           | Identité           | Étiquette    | Qualité |
| ---------------------------------------- | ----------------- | ------------------ | ------------ | ------- |
| Les données manquantes sont à compléter. |                   |                    |              |         |
| 27 septembre 2004                        | 18 septembre 2006 | Bart Bassett       | Libéral      |         |
| 18 septembre 2006                        | 18 septembre 2007 | Rex Stubbs         | Indépendant  |         |
| 18 septembre 2007                        | 20 septembre 2011 | Bart Bassett       | Libéral      |         |
| 20 septembre 2011                        | 10 septembre 2016 | Kim Ford           | Libéral      |         |
| 27 septembre 2016                        | 18 septembre 2018 | Mary Lyons-Buckett | Indépendante |         |
| 18 septembre 2018                        | 22 septembre 2020 | Barry Calvert      | Travailliste |         |
| 22 septembre 2020                        | en fonction       | Patrick Conolly,   | Libéral      |         |

## Culture et patrimoine
De nombreux bâtiments du début du XIXe siècle subsistent encore aujourd'hui. Ebenezer possède la plus ancienne église et le plus ancien bâtiment scolaire d'Australie. 